# Philippe Montandon
Philippe Montandon (15 juli 1982) is een Zwitsers voormalig voetballer die speelde als verdediger.

## Carrière
Montandon maakte zijn profdebuut in 1999 bij FC Winterthur, hij speelde er tot in 2002. Van 2002 tot 2004 speelde hij bij FC Wil 1900 met hen veroverde hij de beker in 2004. Hij speelde van 2004 tot 2008 voor FC St. Gallen en werd in het seizoen 2007/08 uitgeleend aan FC Schaffhausen. Van 2008 tot 2010 speelde hij voor het Italiaans Chievo Verona maar hij zou de hele periode worden uitgeleend aan FC Lugano waar hij van 2010 tot 2011 ook nog speelde. Hij eindigde zijn loopbaan bij FC St. Gallen in 2014.
Hij was jeugdinternational voor Zwitserland.
Hij ging na zijn spelersloopbaan aan de slag bij FC St. Gallen als onderdeel van het departement sponsoring.

## Erelijst
- FC Wil 1900
  - Zwitserse voetbalbeker: 2004